# David Reimer
 (juin 2013).
Si vous disposez d'ouvrages ou d'articles de référence ou si vous connaissez des sites web de qualité traitant du thème abordé ici, merci de compléter l'article en donnant les références utiles à sa vérifiabilité et en les liant à la section « Notes et références ».
Pour les articles homonymes, voir Reimer.
David Reimer, né le 22 août 1965 à Winnipeg, au Manitoba, et mort le 5 mai 2004, est un Canadien connu pour avoir subi une réattribution sexuelle sans son consentement.
À la suite d'une circoncision ratée visant à combattre un phimosis, il subit une pénectomie à l'âge de 8 mois. À la suite de cela, sur les recommandations du psychologue et sexologue néo-zélandais John Money, un pionnier dans le domaine du développement sexuel et de l'identité de genre, ses parents lui firent retirer les testicules à l'âge de 22 mois et l'élevèrent ensuite en tant que fille, sous le prénom de Brenda. Il suivit des séances régulières avec le docteur Money, qui voulait faire de cette réattribution sexuelle, pourtant forcée et incomplète, la preuve que l'identité sexuée est essentiellement due à l'éducation et en parlait comme d'une réussite. Cependant, David Reimer, malgré l'ablation de ses organes génitaux mâles, ne s'est jamais considéré comme une fille ; à quinze ans il voulut reprendre son identité masculine.
Par la suite il publia son histoire pour décourager les réassignations sexuelles faisant fi du consentement de la personne concernée. Il se suicide à l'âge de 38 ans.

## Biographie
David Reimer, dont le prénom de naissance était Bruce, avait un vrai jumeau, Brian. Quand ils eurent six mois on s’inquiéta de voir que les deux garçons avaient des difficultés à uriner et on diagnostiqua un phimosis. Il fut donc décidé de les faire circoncire à l'âge de huit mois. Le 27 avril 1966, le chirurgien Jean-Marie Huot et l'anesthésiste Max Cham pratiquèrent la circoncision à l'aide d'une machine à cautériser Bovie, alors que celle-ci n’était pas destinée à être utilisée sur les extrémités ni sur les organes génitaux. Le pénis de David se retrouva irrémédiablement endommagé. On préféra alors ne pas faire circoncire Brian qui guérit fort bien sans traitement supplémentaire.

### Intervention de John Money
Ses parents le conduisirent au centre médical Johns-Hopkins à Baltimore pour soumettre son cas à John Money, un psychologue qui, dans le domaine du développement sexuel et de l'identité de genre, jouissait d’une réputation de pionnier fondée sur son travail avec des patients intersexués. Money était partisan de la pratique, de l'assignation à un sexe mâle ou femelle des enfants afin de les rendre conformes au modèle binaire traditionnel des caractéristiques sexuelles et de la théorie selon laquelle l'identité de genre est relativement plastique au cours de l'enfance et se développe essentiellement à la suite de l'apprentissage social qui la suit. Avec d'autres médecins qui travaillaient avec des enfants nés avec des organes sexuels ne correspondant pas à la norme binaire, il croyait que, si un pénis ne peut pas être remplacé, un vagin fonctionnel peut être réalisé par une opération et que son patient atteindrait mieux son épanouissement sexuel fonctionnel en tant que fille plutôt que garçon.

### Réattribution
David Reimer subit une réattribution sexuelle et, à l'âge de 22 mois, on lui enleva chirurgicalement les testicules. Jusqu'à son adolescence, il devait uriner par un orifice artificiel que les chirurgiens avaient alors créé à son abdomen. On l'éleva, après presque deux ans de socialisation en tant que garçon, selon les codes genrés assignés aux filles et on lui donna le nom de « Brenda ».
Le soutien psychologique après sa réattribution chirurgicale est confié à John Money, qui continue à voir David Reimer pendant plusieurs années, à la fois pour son traitement et pour écrire une étude. Cette réattribution était considérée comme un cas intéressant pour tester le concept d'apprentissage social d'identité de genre et pour deux raisons. D'abord, David Reimer avait un frère jumeau, Brian, ce qui constituait un contrôle idéal puisque les deux enfants ne partageaient pas seulement leurs gènes et l'environnement familial, mais ils avaient également eu le même environnement intra-utérin. Ensuite, il s'agissait de la première réattribution avec reconstruction exécutée sur un bébé garçon qui ne présentait aucune anomalie dans la différenciation sexuelle prénatale ou néo-natale.
Durant son adolescence, il reçoit des œstrogènes pour provoquer le développement de sa poitrine.

Durant plusieurs années, Money reportait les progrès de Reimer en tant que cas « John/Joan », décrivant un développement féminin apparemment réussi et utilisant ce cas pour soutenir la faisabilité des réattributions sexuelles et des reconstructions chirurgicales également pour les cas de non intersexuation. Money écrivit : 

« le comportement de l'enfant est si clairement celui d'une petite fille active et si différent du comportement masculin de son frère jumeau. »

Des notes d'un ancien étudiant au laboratoire de Money font état de ce que, durant les visites de suivi, qui n'avaient lieu qu'une fois par an, les parents de Reimer mentaient systématiquement à l'équipe du laboratoire au sujet de la réussite de la procédure. Le frère jumeau de David, Brian, développa plus tard une schizophrénie.
Reimer a vécu les visites à Baltimore comme traumatisantes plutôt que comme thérapeutiques. Quand John Money commença à faire pression sur la famille pour lui faire subir une intervention chirurgicale de construction vaginale, la famille interrompit les visites de suivi. N'ayant pas de contact avec la famille à partir de l'interruption des visites de suivi, John Money cessa de publier au sujet de ce cas.
Ce que Reimer écrivit deux décennies plus tard, en collaboration avec John Colapinto (en), montre comment, et contrairement à ce que prétendait Money, il n'avait pas l'impression d'être une fille. Il était victime de l'ostracisme et des brimades des autres enfants, et ni les robes ni les hormones féminines ne le faisaient se sentir une femme. À l'âge de 13 ans, il passa par une phase de dépression suicidaire et déclara à ses parents qu'il se tuerait s'ils l'obligeaient encore à voir John Money. En 1980, ses parents lui apprirent la vérité sur sa réattribution sexuelle, sur les conseils de l'endocrinologue et du psychiatre. À l'âge de 15 ans, Reimer décida de reprendre une identité masculine et adopte le prénom de David. Après avoir appris à entretenir de nouvelles relations avec son ex-sœur, Brian commença à éprouver toute une série de troubles mentaux qui se développèrent plus tard en schizophrénie. À partir de 1997, David se soumit à un traitement pour inverser la réattribution, avec injections de testostérone, une double mastectomie et deux opérations de phalloplastie. Il se maria également avec une femme et devint le beau-père des trois enfants qu'elle avait.
En 1997 il raconta son histoire à Milton Diamond, sexologue connu, qui réussit à obtenir de lui l'autorisation de la publier, afin de dissuader les médecins de traiter de la même façon d'autres bébés. Peu après, David rendit publique son histoire et, en décembre 1997, John Colapinto publia dans Rolling Stone Magazine un compte-rendu qui connut une large diffusion et eut un grand impact. Ils continuèrent en exposant l'affaire plus en détail dans un livre biographique écrit par John Colapinto : As Nature Made Him: The Boy Who Was Raised as a Girl (en) (HarperCollins Publishers, 2000), traduit en français sous le titre  Bruce, Brenda et David: L'histoire du garçon que l'on transforma en fille (Denoël, 2014).

Bien que cette publication eût donné à David Reimer une sécurité financière plus grande, il connaissait beaucoup d'autres problèmes dans sa vie, entre autres une séparation d'avec sa femme, de graves difficultés avec ses parents et la mort de son frère jumeau Brian, en 2002, victime d'une combinaison toxique d'alcool et d'antidépresseurs. David Reimer se suicida en 2004. Pour le Los Angeles Times, 

« L'expérience de Money qui engendra des cicatrices psychologiques qu'il ne put finalement pas surmonter fut un désastre pour Reimer. »

## Impact social de l'histoire de David Reimer
Le rapport sur David Reimer et le livre qui l'a suivi ont influencé de nombreux cabinets médicaux et la compréhension actuelle de ce qui détermine l'identité sexuée. Cette affaire a augmenté le discrédit à l'encontre de la chirurgie de réattribution sexuelle dans les cas de bébés XY, mâles sans équivoque mais avec un micropénis, et quand il s'agit de différentes autres malformations congénitales rares ou de la perte du pénis au cours de la petite enfance.
Ce cas est présenté comme argument par ceux qui estiment que les hormones prénatales et de la toute première enfance exercent une forte influence sur la différenciation du cerveau, l'identité de genre et peut-être d'autres conduites dues au dimorphisme sexuel. On hésite maintenant à pratiquer une réattribution sexuelle forcée dans les cas de situations intersexuées dues à une insuffisance sévère de testostérone ou à une insensibilité à ses effets. Pour certaines personnes, il est impossible de savoir à l'avance quelle sera l'identité ou la préférence sexuelle et elles doutent de la capacité des médecins à faire de telles prédictions, elles ne trouvent pas raisonnables d'utiliser la chirurgie génitale réparatrice pour assigner un sexe déterminé à un bébé qui présente un état intersexué ou un défaut de l'appareil génital : il faut attendre que l'individu soit assez âgé pour choisir lui-même.
Les intactivistes, qui s'opposent à la circoncision comme à la réassignation sexuelle qui n'est pas demandée par l'individu lui-même, voient dans l'histoire de David Peter Reimer la démonstration du fait qu'on ne doit pas modifier inutilement les organes sexuels de mineurs non consentants.
Cette affaire a causé un tort considérable à la réputation de John Money. Non seulement sa théorie de la plasticité du genre sexuel a reçu un coup sévère, mais dans son livre Reimer a raconté les séances de thérapie étranges et insupportables qu'il avait subies dans son enfance et il a montré que Money n'avait rien vu ou rien voulu voir alors qu'il était de plus en plus évident que la réattribution était un échec. Les partisans de Money ont supposé que certaines des allégations sur les séances de thérapie peuvent avoir été le résultat d'un syndrome des faux souvenirs.
La réputation du centre médical Johns-Hopkins, qui passait pour une institution d'avant-garde pour soigner les individus intersexués et les situations transgenres, a été elle aussi profondément atteinte.
Dans Défaire le genre, Judith Butler soutient que, bien que n'étant ni trans ni intersexe, David Reimer est une figure de ces mouvements. Les intersexes ont pu « révéler à l'opinion publique la brutalité et la violence des chirurgies imposées aux enfants intersexes ainsi que les préjudices permanents qu'elles causent. » Et, au-delà des batailles entre les tenants des théories du genre constructivistes ou essentialistes, l'histoire de David et les descriptions qu'il fait de lui-même devant les médecins qui l'examinent amènent aussi réfléchir à la façon dont les normes de genre sont produites, internalisées et utilisées[réf. nécessaire].

## Dans la fiction
L'histoire de David Reimer et de son frère a inspiré l'épisode 12 (Identité intime) de la saison 6 de la série New York, unité spéciale.

### Traduction
- (en) Cet article est partiellement ou en totalité issu de l’article de Wikipédia en anglais intitulé « David Reimer » (voir la liste des auteurs).